# Lynn Hamilton
Pour les articles homonymes, voir Hamilton.
Alzenia Lynn Hamilton, dite Lynn Hamilton, née le 25 avril 1930 à Yazoo City (Mississippi) et morte le 19 juin 2025 à Chicago (Illinois), est une actrice américaine. 
Elle fait ses débuts au cinéma en 1959 avec une apparition dans Shadows de John Cassavetes et est surtout connue pour son rôle récurrent de Donna Harris dans la sitcom télévisée Sanford and Son de 1972 à 1977.

## Biographie
Lynn Hamilton nait à Yazoo City (Mississippi) et déménage à Chicago Heights (Illinois) quand elle a douze ans. Elle fréquente la Bloom High School (en) et étudie le théâtre au Goodman Theatre.
De 1972 à 1977, Lynn Hamilton incarne Donna Harris, la petite amie de Fred Sanford (en) dans la sitcom télévisée Sanford and Son. Elle a également un rôle récurrent dans La Famille des collines (The Waltons) et fait de nombreuses apparitions dans des séries télévisées telles que Gunsmoke, La Ligne de chance, Générations, Dangerous Women (en) ou The Practice.
Elle meurt le 19 juin 2025 à Chicago à l’âge de 95 ans.

### Vie privée
Lynn Hamilton a été mariée avec le poète et dramaturge Frank Jenkins pendant 49 ans, de novembre 1964 jusqu'à la mort de celui-ci en août 2014.

## Filmographie

### Cinéma
- 1959 : Shadows de John Cassavetes : une fille à la fête
- 1971 : Brother John de James Goldstone : Sarah
- 1971 : The Seven Minutes (en) de Russ Meyer : Avis
- 1972 : Buck et son complice de Sidney Poitier : Sarah
- 1972 : Lady Sings the Blues de Sidney J. Furie : Tante Ida
- 1974 : Hangup de Henry Hathaway : Mrs Ramsey
- 1976 : Leadbelly de Gordon Parks : Sally Ledbetter
- 1986 : L'Affaire Chelsea Deardon d'Ivan Reitman : Doreen
- 1993 : La Disparue de George Sluizer : Miss Carmichael

### Télévision
- 1969 : Room 222 : Mrs Harris (saison 1, épisode 9)
- 1969 : Then Came Bronson (en) : Maybelle Giles (épisode 11)
- 1969 : Mannix : Eve Chancellor (saison 3, épisode 13)
- 1969 : Gunsmoke : Mère Tabitha / Reba (2 épisodes)
- 1969-1971 : L'Homme de fer : Infirmière Clark / Mrs Johnson (2 épisodes)
- 1969-1983 : Insight (4 épisodes)
- 1970 : The Bill Cosby Show (en) : Mrs Carter (saison 2, épisode 7)
- 1970 : The Psychiatrist (en) : Beatrice (épisode pilote)
- 1971 : Longstreet : Mary Rose Carter (épisode 4)
- 1971 : Hawaï police d'État : Mae (saison 4, épisode 12)
- 1972 : Ghost Story : Employée (épisode 14)
- 1972-1977 : Sanford and Son : Donna Harris (22 épisodes)
- 1973 : Barnaby Jones : Laura Padget (saison 1, épisode 3)
- 1973-1981 :  La Famille des collines : Verdie Grant Foster (17 épisodes)
- 1974 : Good Times (en) : Mrs Edwards (saison 2, épisode 10)
- 1975 : Starsky et Hutch : Edith Dobey (saison 1, épisode 12)
- 1976 : 200 dollars plus les frais : Eunice Charles Bingham (saison 2, épisode 14)
- 1979 : Racines 2 (Roots: The Next Generations) : Cousine Georgia Anderson (4 épisodes)
- 1982 : Matthew Star : Juge Condon (épisode 2)
- 1982 : K 2000 : Susan Wade (saison 1, épisode 7)
- 1982-1983 : Quincy : Olivia Allen / Mrs Kellough (2 épisodes)
- 1984 : ABC Afterschool Special : Mrs Ellis (saison 12, épisode 7)
- 1984 : The Jesse Owens Story (en) (téléfilm) : Mamma Solomon
- 1984 : La Ligne de chance : Maddie Washington
- 1985 : Riptide : Sarah Tolley (saison 2, épisode 20)
- 1985 : Les Routes du paradis : Mattie Taylor (saison 2, épisode 7)
- 1986 : Webster (en) : Mrs Matthews (saison 3, épisode 20)
- 1986-1989 : 227 (en) : Emma Johnson (5 épisodes)
- 1987 : Des jours et des vies : Rita Carver (2 épisodes)
- 1987 : Amen : Mrs Phillips (saison 2, épisode 11)
- 1988 : Rick Hunter : Velma (saison 4, épisode 14)
- 1988 : Les Craquantes : Trudy (saison 3, épisode 23)
- 1989-1991 : Générations : Vivian Potter (132 épisodes)
- 1991-1993 : Dangerous Women (en) : Cissie Johnson (52 épisodes)
- 1994 : Sister, Sister : Mère Palmer (saison 1, épisode 10)
- 1994 : Murphy Brown : Femme #1 (saison 7, épisode 4)
- 1996 : Les Sœurs Reed : Alma Hayes (saison 6, épisode 23)
- 1997 : Life's Work (en) : Mrs Rader (épisode 13)
- 1997 : Esprits rebelles (en) : Flora (épisode 16)
- 1997-1998 : Sunset Beach : Selita Jones (6 épisodes)
- 1997-2002 : The Practice : Bobby Donnell & Associés : Juge P. Fulton (7 épisodes)
- 1998 : Moesha : Ruth Mitchell (saison 4, épisode 2)
- 1999 : Port Charles : Alice Morgan (épisode 490)
- 2002 : New York Police Blues : Doris Becker (saison 9, épisode 12)
- 2002 : Larry et son nombril : La Mère de Wand (saison 3, épisode 8)
- 2003 : Amy : Faye Benton (saison 5, épisode 13)
- 2009 : Cold Case : Affaires classées : Mary Chisolm (saison 6, épisode 19)